# Tetraloniella ruficornis
Tetraloniella ruficornis là một loài Hymenoptera trong họ Apidae. Loài này được Fabricius mô tả khoa học năm 1804.